# 作業仮説
作業仮説(さぎょうかせつ、英: working hypothesis)とは、さらなる研究を行う基盤とするために暫定的に受け入れられる仮説。最終的には仮説自身は放棄されるとしても、仮説をたたき台として批判に耐えうる強固な理論が生み出せることを期待してこうした仮説が受け入れられる。仮説というものが皆そうであるように作業仮説も、実験による研究において探査研究する目的と結びつくことがあり、定性的研究において概念的枠組みとしてしばしば用いられるような予測的言明として構築される。

## 歴史
この「作業仮説」(英:working hypothesis)という言葉の起源は少なくとも二百年前まで遡る。 
説明的な仮説は尤もらしさ(つまり自然さと説明する上での経済性)によって仮の結論として正当化されるだけでなく、仮説が研究に対して提供する広範な約束事によって開始点としても正当化されるとチャールズ・サンダーズ・パースは考えるようになった。このように、(論理的帰結という観点で)単に尤もらしいものとしてだけでなく、(研究手法という観点で)潜在的に有益なものとして仮説を正当化することが作業仮説という概念に必須である。このことを後にパースの同僚でプラグマティストのジョン・デューイも詳述している。
研究を進めるうえで説明的仮説は研究手法の問題として判断・取捨選択される、というのは説明的仮説を用いれば、それをテストでき、さらにその他の仮説の経済性の為に、探究過程を節約したりより捗らせたりできるからであるとパースは考えた: (「二十の質問」の中でのこととしての)少ないコスト、本質的な価値(直観的な自然さと根拠づけられた尤もらしさ)、仮説や探究などの間の関係(慎重さ、幅、単純さ)。『Century Dictionary Supplement』にみられる「作業仮説」の定義はこうした観点を反映している(が、パースはこれと同じことを書いたかもしれないし書かなかったかもしれない。) パースは「作業仮説」という語をほとんど使わなかったが、「科学的探究の作業仮説と同様に全体としては真だと認められないが、何が起こっているかを考えるうえで有用である」ような、作業仮説に関係のある仮説について言及している。プラグマティストとしてのパースにとって、何かをプラグマティカルに当然視することは、研究を含んで一般に知識を必要とする営為に関して、その何かによってもたらされると考えられる効果を当然視することを意味した。
ジョン・デューイは作業仮説の概念を彼の探究理論の中核的な特徴として用いた。検証と反証可能性の原理に反して「通常」科学の支配的なパラダイムの中で形式的な仮説検証において用いられる作業仮説は真でも偽でもないが、思いがけないものだが作業仮説と「関連する」事実を導き出す「調査を進めるうえでの暫定的な作業法」であるとデューイは考えた。デューイが作業仮説の概念を発展させることができたのは、究極的真実は獲得不可能で「正当化された主張可能なもの」(英:warranted assertability)に取って代わられるという文脈主義的認識論を彼がとっていたことによる。そのため、デューイは以下のように述べている:
科学史は、仮説が究極的に「真であり」それゆえ疑いえないとされたときにそういった真実が探求を妨げ、そういった真実に固執する傾向が生まれるが後にそれらが根拠のないものだとわかるといった過去の出来事を示している。
デューイの考えによれば、作業仮説は直接的に検証可能な予測的言明として生まれるのではなくむしろ「出発点として使われる概念や最初の真実よりも重みがあり、確立されていて、有益な資料や新しい、資料となる、事実であって、概念的な資料が締め出されている海峡へ向けて探求を方向付ける」ために生まれてくるという。
エイブラハム・カプランが後に、作業仮説を「暫定的に、つまり大雑把に定式化された」理論あるいは構成物だと述べている。

## 研究計画
作業仮説は探究をスムーズに進めるために構築される; しかし、形式的な仮説はしばしば探究の結果に基づいて構築されることがあり、そのことがさらに形式的な仮説を支持するかもしくは破棄させるようなデータをもたらす特定の実験をもたらすことになる。ある学派から生まれた法則が他の学派にとっても有用であるような統一科学はさらなる実験的な検証がない限り暫定的に受け入れられるに留まるとオッペンハイムとパトナムが「Unity of Science as a Working Hypothesis」において主張している。続けて彼らはこう主張した:
したがって、ミクロなレベルへの還元を積み重ねることで科学の統一が実現されるという仮定は、作業仮説として妥当なものと考えられる。つまり、暫定的にこの仮説を受け入れ、その先にさらなる進歩があるという前提に基づいて研究することは、合理的な科学的判断の基準にかなうものだと我々は信じる。
以上のように、パトナムによれば作業仮説は実証的研究調査の計画の実際上のスタート地点である。こういった作業仮説の概念に対して対照的な例が「水槽の中の脳」という思考実験によって描かれている。この思考実験によって、実際には人はみな水槽の中の脳であってマッドサイエンティストによって自分たちが感じているものが現実であると信じさせられているに過ぎない全的な懐疑主義の立場に直面させられる。しかしこういった提議は、それを確証するのに必要な実在する証拠が当然視される「魔術的な指示理論」に基づいているとパトナムは主張した。そのため、「水槽の中の脳」という主張は真偽を確証する方法が存在しないために仮説に対して何の役にも立たない。しかし、良い作業仮説になりそうなものに対する対比にはなる。手元にある言明の潜在的に実在する証拠を淘汰するのに適しているのである。
より現実的な例として、予想がある。予想はそこから導かれることを研究したり条件付き証明を定式化したりするために作業仮説として暫定的に受け入れられることがしばしばある。